# James Bain White

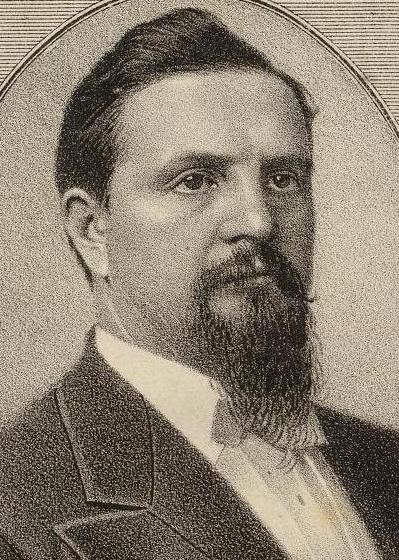
James Bain White

James Bain White (* 26. Juni 1835 in Stirlingshire, Vereinigtes Königreich; † 9. Oktober 1897 in Fort Wayne, Indiana) war ein schottisch-amerikanischer Politiker. Zwischen 1887 und 1889 vertrat er den Bundesstaat Indiana im US-Repräsentantenhaus.

## Werdegang
James White besuchte die öffentlichen Schulen seiner schottischen Heimat und wanderte im Jahr 1854 in die Vereinigten Staaten aus, wo er sich in Fort Wayne niederließ. Dort arbeitete er im Kattundruck und als Schneider. Während des Bürgerkrieges war er bis zum Dezember 1862 Hauptmann im Heer der Union. Im April 1862 wurde er während der Schlacht von Shiloh verwundet.
Nach dem Krieg wurde White Eigentümer eines Warenhauses. Außerdem war er als Wagner an der Herstellung von Rädern beteiligt und stieg ins Bankgewerbe ein. Gleichzeitig begann er als Mitglied der Republikanischen Partei eine politische Laufbahn. Im Jahr 1874 zog er in den Stadtrat von Fort Wayne ein. Bei den Kongresswahlen des Jahres 1886 wurde White im zwölften Wahlbezirk von Indiana in das US-Repräsentantenhaus in Washington, D.C. gewählt, wo er am 4. März 1887 die Nachfolge von Robert Lowry antrat. Da er im Jahr 1888 dem Demokraten Charles McClellan unterlag, konnte er bis zum 3. März 1889 nur eine Legislaturperiode im Kongress absolvieren.
1892 nahm James White als Delegierter an der Republican National Convention in Minneapolis teil, auf der Präsident Benjamin Harrison zur Wiederwahl nominiert wurde. Im Jahr 1893 war er Beauftragter seines Staates für die Durchführung der Weltausstellung in Chicago. Er starb am 9. Oktober 1897 in Fort Wayne, wo er auch beigesetzt wurde.